# La Chapelle-Blanche (Savoie)
La Chapelle-Blanche is een gemeente in het Franse departement Savoie (regio Auvergne-Rhône-Alpes) en telt 534 inwoners (2005). De plaats maakt deel uit van het arrondissement Chambéry.

## Geografie
De oppervlakte van La Chapelle-Blanche bedraagt 4,1 km², de bevolkingsdichtheid is 130,2 inwoners per km².
De onderstaande kaart toont de ligging van La Chapelle-Blanche (Savoie) met de belangrijkste infrastructuur en aangrenzende gemeenten.

## Demografie
Onderstaande figuur toont het verloop van het inwonertal (bron: INSEE-tellingen).